# Olive Thomas
Olive Thomas, pseudonimo di Oliva R. Duffy (Charleroi, 20 ottobre 1894 – Neuilly-sur-Seine, 10 settembre 1920), è stata una modella e attrice statunitense.
Diva delle Ziegfeld Follies, morì giovanissima in maniera misteriosa durante un viaggio in Francia insieme al suo secondo marito Jack Pickford, fratello della più celebre Mary.

## Biografia
Nata vicino a Pittsburgh da una famiglia della working class col nome di Oliva R. Duffy (benché alcuni dicano che il nome fosse Oliveretta Elaine Duffy), rimase orfana di padre molto presto. Per aiutare la madre che doveva crescere anche i suoi due fratelli più piccoli, James e William, Olive dovette lasciare gli studi e trovarsi un lavoro.

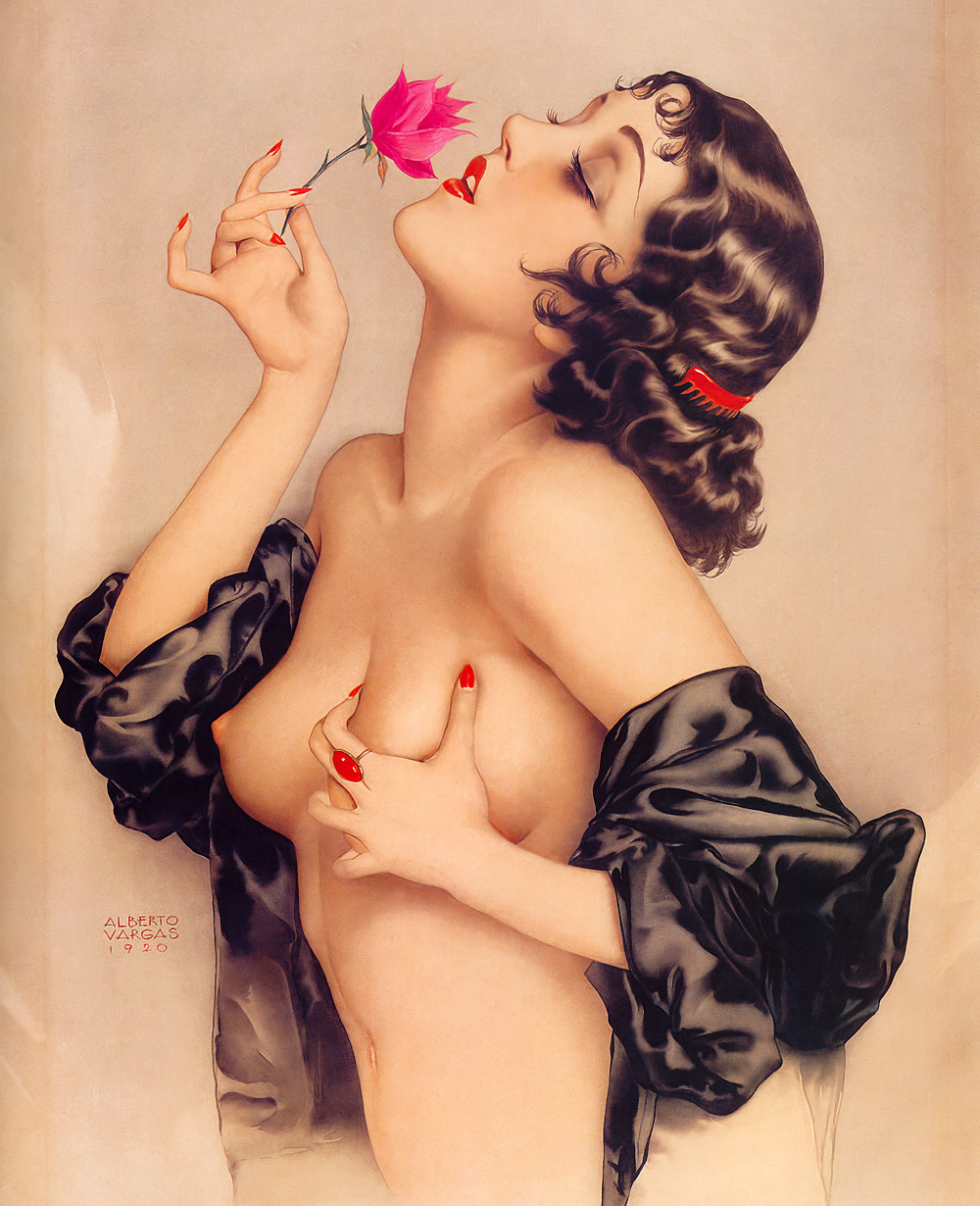
Olive Thomas in un ritratto di Alberto Vargas

 Nell'aprile del 1911, si sposò con Bernard Krug Thomas (di cui prese il cognome usandolo poi anche nella sua futura carriera di attrice) ma il matrimonio durò solo due anni. Dopo il divorzio, si trasferì a New York, lavorando a Harlem in impieghi anche umili. Nel 1914, mentre lavorava come commessa, lesse che il pittore Howard Chandler Christy, il creatore della Christy Girl, sarebbe stato il giudice in un concorso che avrebbe eletto La più bella ragazza di New York. Olive decise di partecipare al concorso, vincendolo. Christy la presentò all'illustratore Harrison Fisher e lei posò anche per William Haskell Coffin che la ritrasse per il suo giornale. Posò per Penrhyn Stanlaws, un illustratore di origine scozzese, il cui ritratto più conosciuto rimane proprio un nudo di Olive Thomas dal titolo Between Poses.

### Ziegfeld e il cinema

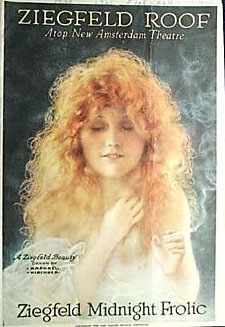

Ci sono varie versioni sugli inizî della sua carriera: lei raccontò che era andata direttamente da Ziegfeld, il potente impresario delle notti newyorkesi. Altri invece che fu Harrison Fisher, l'artista autore della copertina del Saturday Evening Post dove Olive apparve bellissima in prima pagina, a raccomandarla a Flo Ziegfeld. In ogni caso, Olive diventò una delle dive delle Midnight Frolic, una serie di spettacoli dai toni piuttosto osé, dove le belle ragazze che li componevano si presentavano vestite di una sorta di palloncini che gli spettatori (uomini) si divertivano a far scoppiare con la punta incandescente dei proprî sigari.

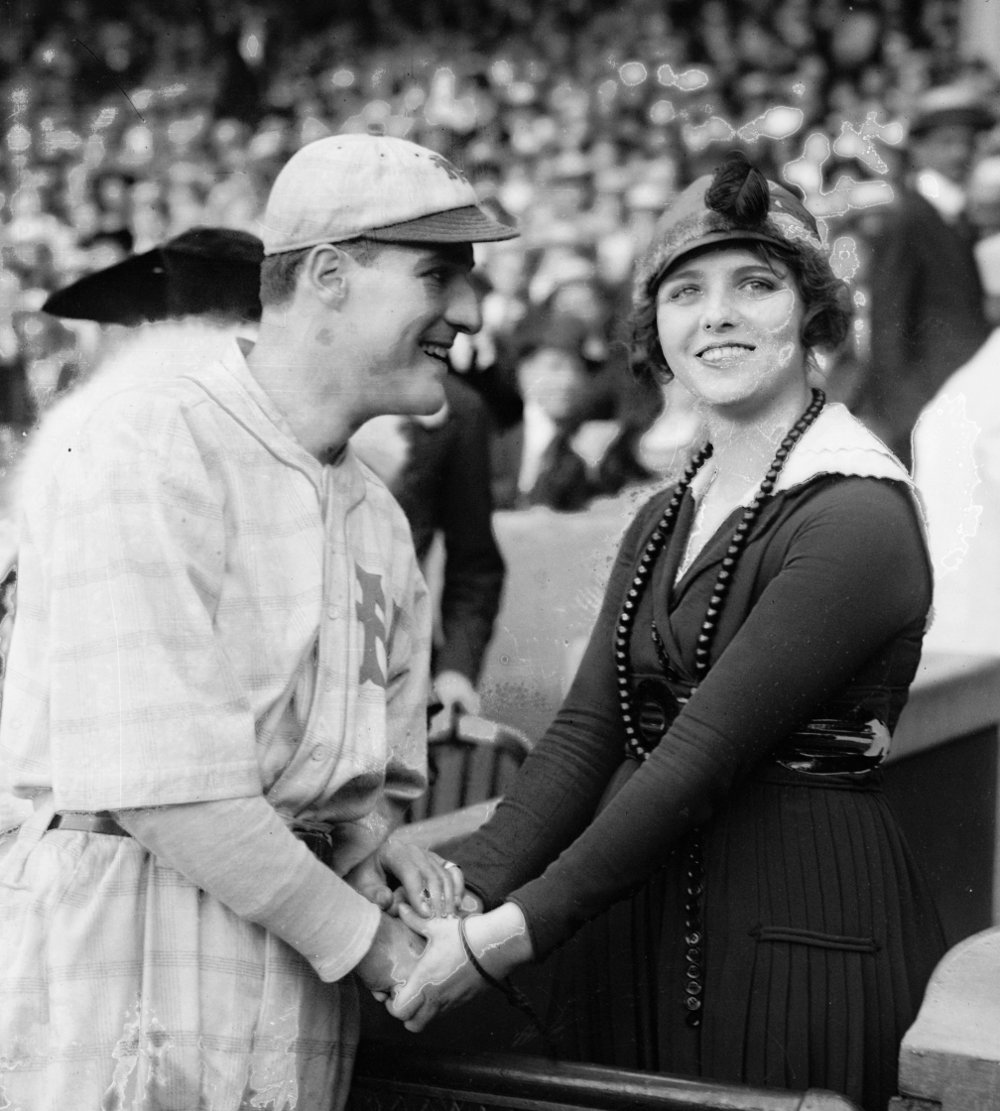
Nigel Barrie con Olive Thomas nel serial Beatrice Fairfax

Olive cominciò a frequentare uomini potenti e ricchissimi. Si chiacchierava sulle perle da 10.000 dollari che le avrebbe regalato l'ambasciatore tedesco. Per qualche tempo, la sua relazione con Flo Ziegfeld sembrò addirittura mettere in crisi il matrimonio di questi con Billie Burke, che alla fine del 1915 si era trasferita in California per girare il suo primo film, Peggy. Olive apparve alle Frolic nelle stagioni 1915 e 1916 e alle Follies nel 1915. Il celebre pittore Alberto Vargas la fece posare per lui e Olive lasciò Ziegfield e le Follies, per iniziare una carriera cinematografica. Nel 1916, firmò un contratto con Thomas H. Ince, diventando ben presto The Triangle Star, la diva della Triangle.
Nel dicembre del 1918, firmò un contratto con Myron Selznick, passando così alla Selznick Pictures Company e divenendone presto la star con ruoli da baby-vamp. Passò poi a interpretare il ruolo della flapper, la ragazza moderna che scardinava le regole di comportamento della donna giovane nell'alta e benestante società dell'epoca. Fu lei la flapper per eccellenza, prima di Clara Bow, Louise Brooks o Joan Crawford.

### La morte in Francia

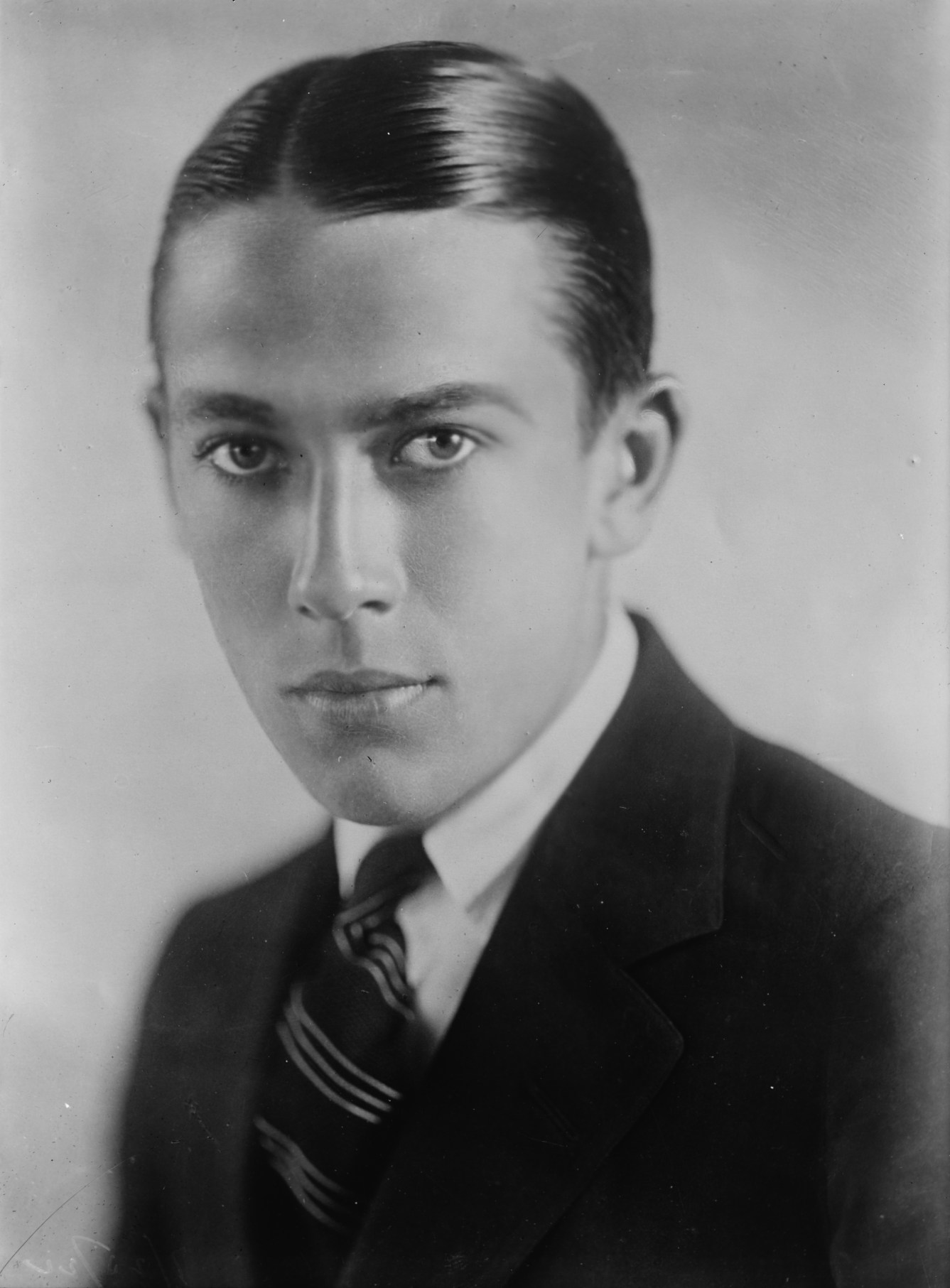
Jack Pickford, il secondo marito di Olive

Olive ebbe gravi problemi legati all'alcoolismo e subì ben tre incidenti stradali in due anni. Un problema che avrebbe condiviso anche con il secondo marito.
Sposata in seconde nozze con Jack Pickford, attore e regista, fratello della più celebre Mary, la fidanzata d'America, Olive partì nel 1920 per l'Europa insieme al giovane marito, in quello che avrebbe dovuto essere un secondo viaggio di nozze, dopo che avevano rinunciato in precedenza alla luna di miele per impegni di lavoro. Olive arrivò per prima in Francia, dove l'avrebbe raggiunta il marito non appena avesse terminato le riprese di Fratelli nemici, e alloggiò a Parigi all'Hotel Crillon, in place de la Concorde, nell'appartamento reale. Una mattina fu trovata in albergo da un inserviente, nuda e priva di sensi, adagiata su una cappa da sera d'ermellino, accanto a una bottiglietta di veleno, il bicloruro di mercurio in granuli.

La notizia di un suo suicidio si sparse sulle prime pagine dei giornali mondiali, ingenerando incredulità per la scomparsa di una stella di vent'anni che aveva apparentemente tutto: bellezza, ricchezza, fama e amore. All'immagine pubblica di adorabile giovinetta, la "ragazza americana ideale" (come era stata presentata per film quale Tomboy) si contrapposero presto le rivelazioni su una vita privata ben diversa. Innanzitutto, i gendarmi francesi scoprirono che l'attrice, invece di frequentare le boutique e i negozi di antiquariato parigini di cui aveva parlato nelle sue intenzioni pubbliche, era stata vista in alcuni night club dei bassifondi, come il Jockey e il Maldoro, in compagnia di noti personaggi della malavita. Iniziarono a circolare voci secondo cui Olive stesse cercando di procurarsi, nei luoghi meno nobili di Montmartre, una grossa partita di eroina per il marito e che, non riuscendoci, si era tolta la vita.

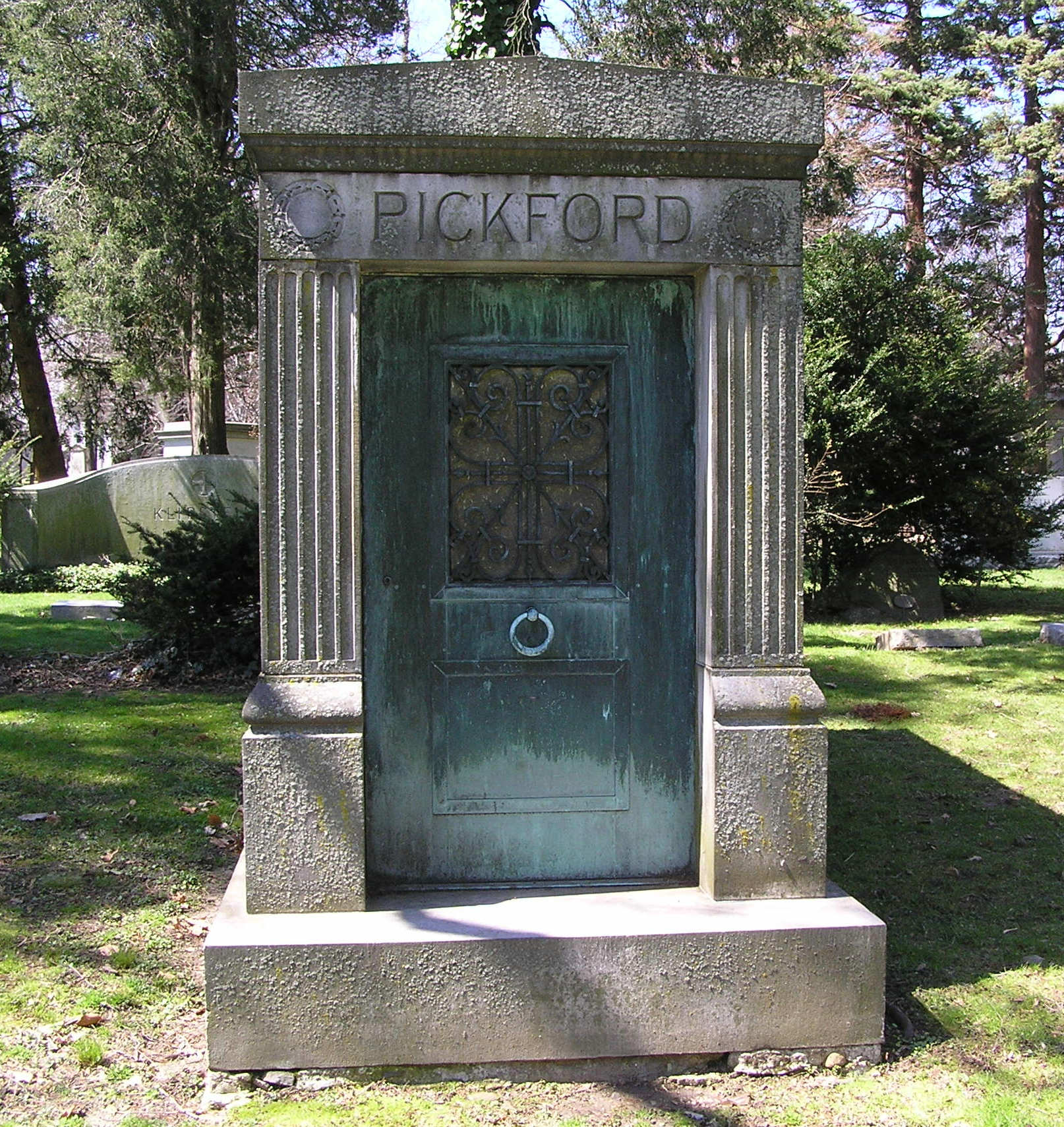
Olive Thomas Pickford Mausoleum

La notizia approdò sui giornali americani mentre Jack, ricoverato per un collasso nervoso conseguente alla morte della moglie, non poté confutare le accuse. Mary Pickford, sorella di Jack, diramò un annuncio respingendo tali "nauseanti calunnie". Poco tempo dopo, l'arresto per traffico di eroina di un certo Spaulding, capitano dell'esercito, diede conferme alla tesi della droga, poiché sul taccuino dei suoi clienti fissi fu trovato il nome di Olive. Lo scandalo fu di proporzioni immani e coinvolse le associazioni di Protezione e Prevenzione, che cominciarono a scagliarsi contro il pericoloso modello offerto dagli attori cinematografici, con il cardinale George William Mundelein che pubblicò un opuscolo dal titolo Pericoli di Hollywood: un avvertimento alle fanciulle.
Secondo Kenneth Anger si trattò del primo grande scandalo hollywoodiano, che occupò le pagine dei giornali per circa un anno finché non fu scalzato da quello di Fatty Arbuckle.

## Spettacoli teatrali
- Ziegfeld Follies of 1915, prodotto da Florenz Ziegfeld, Jr. (Broadway, 21 giugno 1915)

## Filmografia
- Beatrice Fairfax Episode 10: Playball, regia di Leopold Wharton, Theodore Wharton (Beatrice Fairfax, serial in 15 episodi) (1916)
- A Girl Like That, regia di Dell Henderson (1917)
- Madcap Madge, regia di Raymond B. West (1917)
- An Even Break, regia di Lambert Hillyer (1917)
- Broadway Arizona, regia di Lynn Reynolds (1917)
- Il turbine del passato (Indiscreet Corinne), regia di John Francis Dillon (1917)
- Tom Sawyer, regia di William Desmond Taylor (1917)
- La scelta di Betty (Betty Takes a Hand), regia di John Francis Dillon (1918)
- Limousine Life, regia di John Francis Dillon (1918)
- Heiress for a Day, regia di John Francis Dillon (1918)
- Toton the Apache, regia di Frank Borzage (1919)
- The Follies Girl, regia di John Francis Dillon (1919)
- Upstairs and Down, regia di Charles Giblyn (1919)
- Love's Prisoner, regia di John Francis Dillon (1919)
- Prudence on Broadway, regia di Frank Borzage (1919)
- Rivoluzione in gonnella (The Spite Bride), regia di Charles Giblyn (1919)
- The Glorious Lady, regia di George Irving (1919)
- Il faro nella tempesta (Out Yonder), regia di Ralph Ince (1919)
- Footlights and Shadows, regia di John W. Noble (1920)
- Youthful Folly, regia di Alan Crosland (1920)
- Gli zaffiri di Kim (The Flapper), regia di Alan Crosland (1920)
- Darling Mine, regia di Laurence Trimble (1920)
- Everybody's Sweetheart, regia di Alan Crosland, Laurence Trimble (1920)

### Film o documentari su Olive Thomas
- Ziegfeld: The Man and His Women film TV, regia di Buzz Kulik - interpretata da Penny Ciarlo (1978)
- Hollywood, regia di Kevin Brownlow e David Gill (1980)
- Olive Thomas: The Most Beautiful Girl in the World (2003)

## Galleria d'immagini

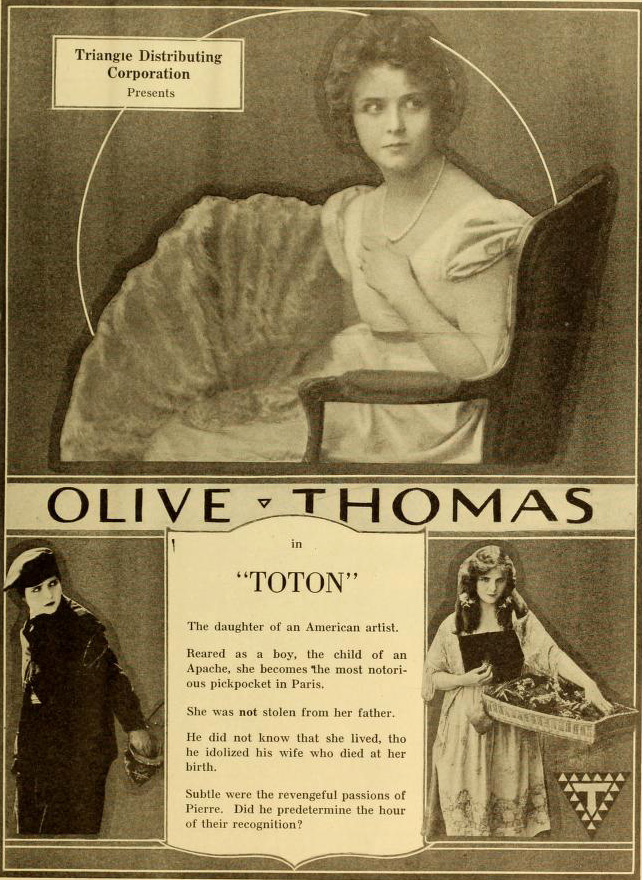
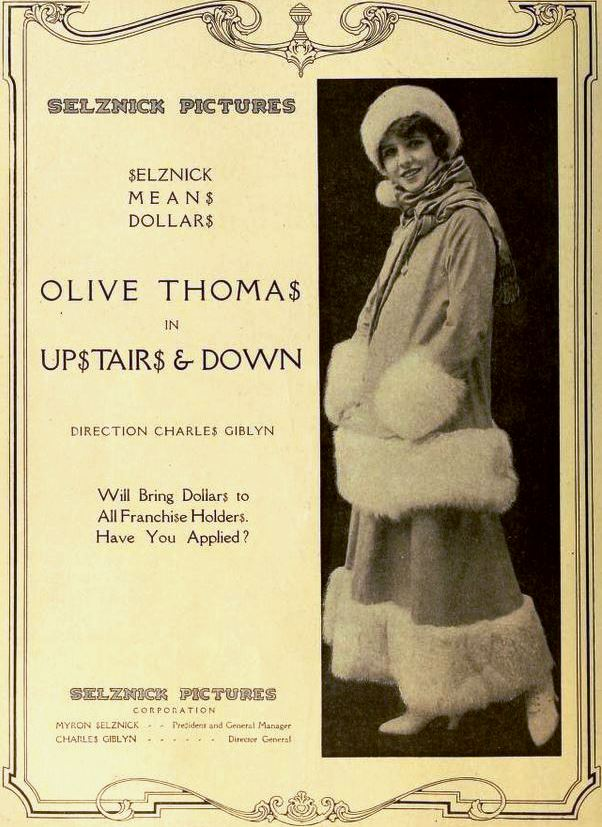
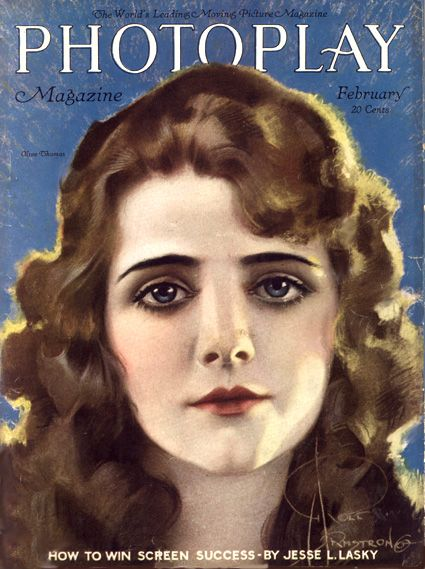
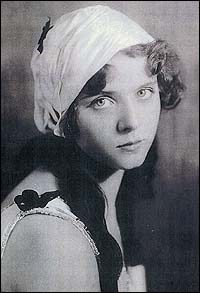
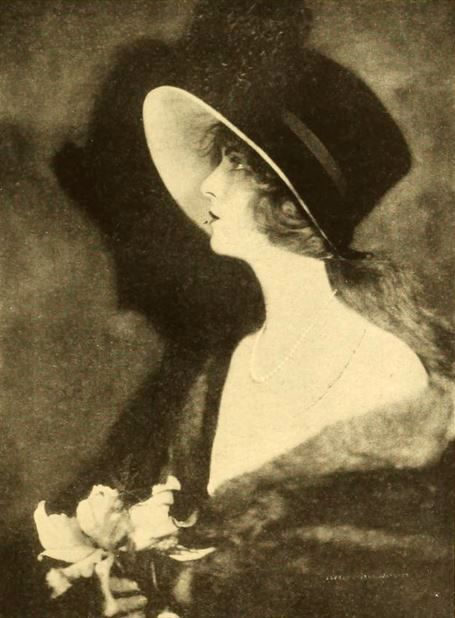